# Christian Baldus

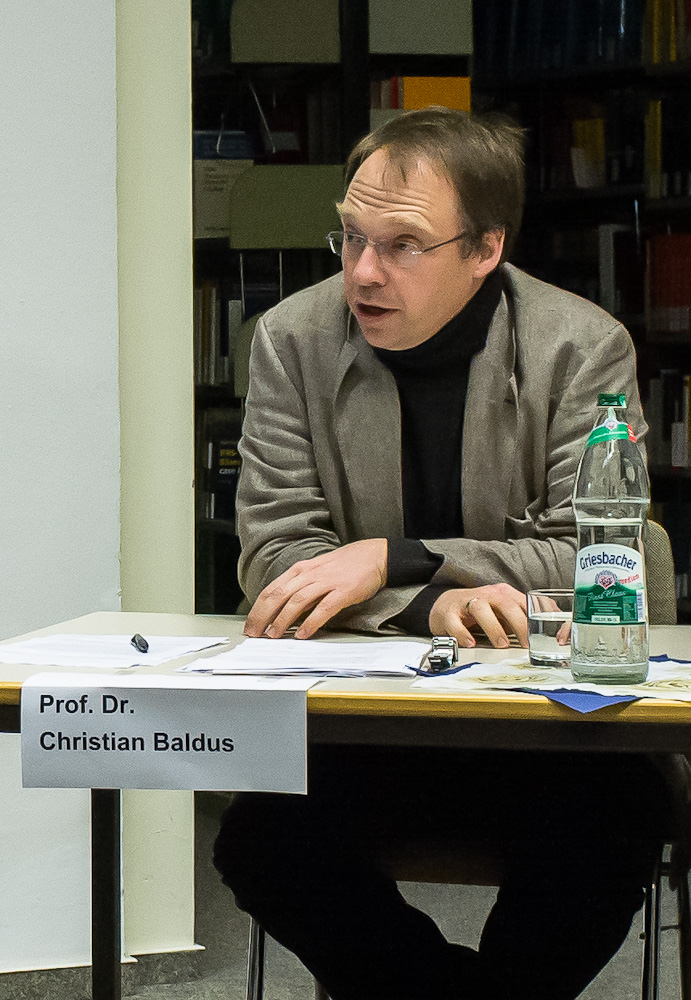
Christian Baldus

Christian Baldus (* 17. August 1966 in Haan) ist ein deutscher Rechtswissenschaftler und Professor für Bürgerliches Recht und Römisches Recht an der Universität Heidelberg.

## Leben
Christian Baldus studierte von 1986 bis 1992 Jura in Passau, Pavia (Italien) und Trier, woraufhin er von 1994 bis 1996 in Koblenz den juristischen Vorbereitungsdienst absolvierte. 1998 wurde er an der Universität zu Köln promoviert, 2002 folgte dort unter Betreuung von Andreas Wacke die Habilitation für Bürgerliches Recht und Römisches Recht, Europarecht und Rechtsvergleichung.
Im Jahr 2003 erhielt Christian Baldus den Lehrstuhl für Bürgerliches Recht und Römisches Recht an der Universität Heidelberg und wurde Direktor der Romanistischen Abteilung des Instituts für geschichtliche Rechtswissenschaft. Von 2008 bis 2010 war er zudem Dekan der dortigen juristischen Fakultät. 2012 lehnte er einen Ruf an die Universität Passau ab.

## Werke
Das Publikationsverzeichnis von Christian Baldus enthält über 200 Veröffentlichungen. Unter anderem kommentiert er die §§ 985 ff. BGB im Münchener Kommentar. Außerdem ist er Redaktor des Staudingers zum Erbrecht.